# Бадмінтон

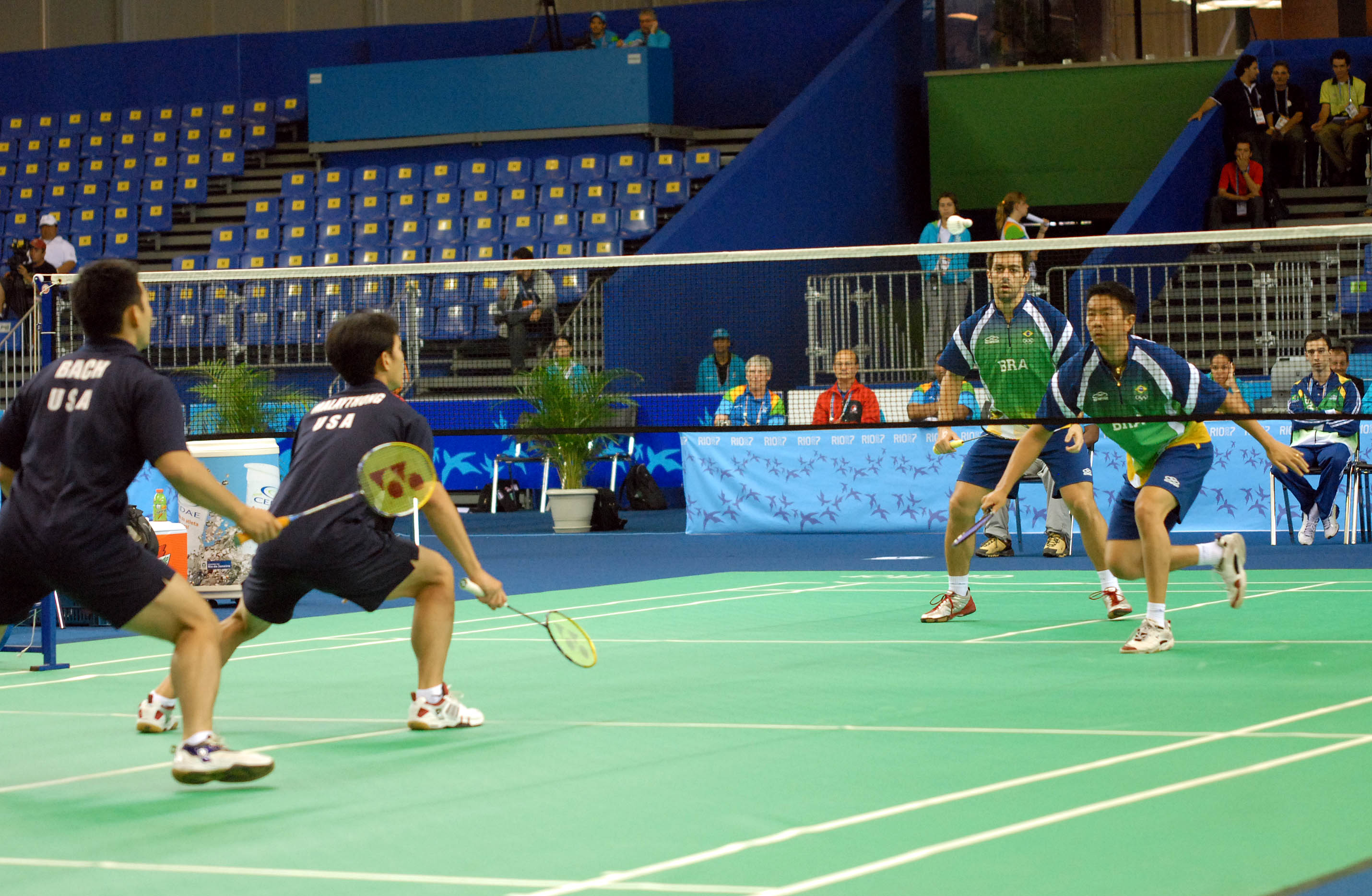
Матч між збірними Бразилії і США в чоловічому парному розряді

Бадмінто́н — спортивна гра, яка проводиться на невеликому майданчику, поділеному сіткою на 2 рівні частини. На них розташовуються супротивники, які за допомогою ракетки намагаються перекинути волан (коркова або пластмасова півсфера з пір'яним або нейлоновим обрамленням) через сітку на іншу половину корту так, щоб супротивник не зміг відбити його назад. Бадмінтон — олімпійський вид спорту.

## Історія
Походить ця гра ще зі Стародавнього Сходу та Древньої Італії. Початком сучасного бадмінтону прийнято вважати 1872 рік. Саме тоді герцог Бофорт привіз із Індії ракетки і м'яч з пір'ям у своє помістя Бадмінтон у Глостерширі, Англія (звідси і назва). Перші правила гри були створені англійцями 1887 року й у своїй основі збереглися дотепер. 1883 року створено Асоціацію прихильників бадмінтону, а 5 червня 1934 року — Міжнародну організацію бадмінтону IBF, яка відтоді й організовує численні змагання з бадмінтону.
Світові чемпіонати проводять з 1977 кожні два роки і включають індивідуальні змагання чоловіків і жінок, парні змагання чоловіків і жінок та змагання змішаних пар. Бадмінтон — олімпійський вид спорту. У наш час найсильнішими вважають спортсменів Данії, Індонезії, Великої Британії, Малайзії, Німеччини, Японії, Китаю.

## Офіційні правила гри

У цьому розділі наведено уривки з правил, уведених у дію 1 серпня 1998 року Міжнародною організацією бадмінтону ІБФ, які містять основні відомості про гру.

### Розміри корту
1.1. Корт повинен бути прямокутним і поділений на поля лініями шириною 40 мм, як це показано на рисунку.

1.2. Лінії розмітки повинні бути помітними, бажано білого або жовтого кольору.

1.3. Усі лінії це частина тих площ поля, які вони обмежують.

1.4. Стійки повинні мати висоту 1,55 м від поверхні корту. Вони повинні бути достатньо міцні, щоб залишатись у вертикальному положенні і утримувати сітку так, як це передбачено в п.1.10. Опори стійок не можуть розташовуватися на ігровому полі.

1.5. Стійки повинні розташовуватись на бокових лініях для парної гри, як це показано на рисунку, незалежно від того, одиночний або парний матч проводиться.

1.6. Сітка повинна бути зроблена з тонкого корду темного кольору і однакової товщини, з проміжками від 15×15 мм до 20×20 мм.

1.7. Сітка повинна мати 760 мм у ширину по вертикалі і не більше 6.1 м у довжину по горизонталі.

1.8. Верхній край сітки повинен бути обшитим 75-міліметровою стрічкою білого кольору,
складеною навпіл, посередині якої проходить мотузка.

1.9. Мотузка повинна бути достатньої довжини і міцності, щоб забезпечити утримування сітки на рівні стійок.

1.10. Верхній край сітки повинен бути на висоті 1,524 м від поверхні корту в центрі корту і на висоті 1,55 м над боковими лініями для парної гри.

1.11. Між боковою частиною сітки і стійкою не може бути проміжку. Якщо це можливо, сітка повинна бути закріплена на стійці на всю ширину.

### Гра: початок, нарахування очок

#### 3. Жеребкування
3.1. Перед початком матча проводиться жеребкування; сторона, яка виграла жереб, має право:

— подавати або приймати подачу першою;

— вибрати сторону корту.

3.2. Сторона, яка програла, робить вибір, який залишився.

#### 4. Система нарахування очок
4.1. Матч триває до двох виграних геймів, якщо сторонами не домовлено інакше.

4.2. У всіх парних матчах і одиночних матчах чоловіків гейм виграє сторона, яка першою набере 15 очок, окрім випадку, передбаченого в п. 4.4.

4.3. В одиночних матчах жінок гейм виграє сторона, яка першою набере 11 очок, окрім випадку, передбаченого в п. 4.4. 

4.4. За рахунку «по 14» («по 10 в жіночих одиночних матчах») сторона, яка першою набрала 14 (10) очок, має право вибору п.п. 4.4.1. або 4.4.2.

4.4.1. Продовжувати гру до 15 (11) очок, тобто «гейм без продовження» або

4.4.2. продовжити гейм до 17 (13) очок.

4.5. Сторона, яка виграла гейм, першою подає в наступному геймі.

4.5. Тільки сторона, що подає може отримати очко в разі виграшу в цьому розіграші (якщо сторона, що подає програла розіграш, приймаюча сторона отримує право подавати, але не отримує це очко).

Згідно з новими правилами (з 2006 р.) очки нараховують у кожному розіграші незалежно від того, хто подає, та гра триває до 21 очка. При цьому, якщо рахунок досягає 20 з обох сторін, то гра триває до 30 або до розриву у два очки .

#### 5. Зміна сторін
5.1. Гравці повинні помінятися сторонами:

— по закінченні першого гейму;

— перед початком третього (якщо він потрібний);

— у третьому геймі, або матчі з одного гейму, коли той, хто веде в рахунку досягає «6» у геймі до 11 очок і «8» у геймі до 15 очок.

5.2. Якщо момент зміни пропущений, зміна сторін проводиться негайно після виявлення цього зі збереженням поточного рахунку.

#### 6. Подача
6.1. За правильної подачі:

6.1.1. жодна сторона не має права затримувати виконання подачі надто довго, якщо той, хто подає і приймаючий гравці зайняли свої позиції;

6.1.2. той, хто подає і приймаючий повинні перебувати в межах діагонально розташованих полів подачі, не торкаючись ліній розмітки (рисунок);

6.1.3. хоч якась частина обидвох стоп того, хто подає і того, і того, хто приймає повинна залишатись у контакті з поверхнею корту непорушно від початку подачі (п.6.4.) до здійснення подачі (п.6.6.);

6.1.4. ракетка того, хто подає повинна спочатку вдарити по головці волану;

6.1.5. весь волан повинен перебувати нижче талії того, хто подає в момент удару по ньому ракеткою;

6.1.6. стержень ракетки гравця, який подає в момент удару по волану повинен бути направлений вниз так, щоб вся головка ракетки була помітно нижче всієї кисті руки, яка тримає ракетку;

6.1.7. рух ракетки гравця, який подає здійснюватися тільки вперед від початку подачі (п.6.4.) до її завершення;

6.1.8. політ волану повинен бути направлений уверх від ракетки того, хто подає до перельоту через сітку так, щоб, не будучи відбитим, він впав у відповідне поле подачі.

6.2. Якщо подача здійснена неправильно по будь-якому із п.п.6.1.1.- 6.1.8, винній стороні зараховують «фол».

6.3. «Фол» фіксують, якщо той, хто подає під час виконання подачі не влучає у волан.

6.4. Коли гравці зайняли свої позиції, перший рух вперед головки ракетки гравця, який подає вважають за початок подачі.

6.5. Гравець, який подає не може подавати, доки не приготувався приймаючий, але останнього вважають готовим до подачі, якщо він здійснив спробу прийняти подачу.

6.6. Після початку подачі (п.6.4.) її вважають завершеною, якщо волан був ударений ракеткою гравця, який подає або під час здійснення подачі гравець, який подає не влучив у волан.

6.7. У парних іграх партнери гравця, який подає і приймаючого подачу можуть займати будь-яку позицію, на якій вони не перекривають поле зору того, хто подає і того, хто приймає.

## В Україні
У змаганнях Суперліги, що пройшли з 10 по 13 квітня 2013 року в спортзалі обласної школи вищої спортивної майстерності в Харкові, перемогли господарі — «ШВСМ-Телесенс». У травні ця харківська команда представляла Україну в Кубку європейських чемпіонів 2013:
- «ШВСМ — Телесенс» (м. Харків).
- СК «Метеор» — ОШВСМ (м. Дніпропетровськ).
- Збірна команда Миколаївської області.
- КНЕУ ім. Гетьмана В. П.(м. Київ)
- «Спартак» (м. Одеса).
- Харківська ОШВСМ.
- Збірна команда Дніпропетровської області.
- КДЮСШ — Центр (м. Київ).
- Збірна команда (м. Лисичанськ).